# Tour de Coleraine
Pour les articles homonymes, voir Coleraine (homonymie).
Le Tour de Coleraine est une course cycliste se tenant en Australie. En 2004, elle devient une course à étapes qui emprunte les routes du Comté des Grampians Sud, c'est pourquoi elle est aussi connue sous le nom de Tour des Grampians Sud.

## Palmarès
| Année | Vainqueur      | Deuxième           | Troisième            |
| ----- | -------------- | ------------------ | -------------------- |
| 2002  | Simon Walker   | Andrew Tomey       | Leigh Egan           |
| 2004  | William Walker | Andy Graham        | Peter Pape           |
| 2005  | Mark O'Brien   | Rhys Pollock       | Christopher Bradford |
| 2006  | Jason Hegert   | Darren Lapthorne   | Nicholas Walker      |
| 2007  | Patrick Shaw   | Mark O'Brien       | Nathan Wise          |
| 2008  | David Pell     | Daniel Braunsteins | Pip Grinter          |
| 2009  | Timothy Roe    | Joel Pearson       | Shaun McCarthy       |
| 2010  | William Clarke | Ben Greda          | Patrick Shaw         |